# Плевкі (Підляське воєводство)
Плевкі (пол. Plewki) — село в Польщі, у гміні Шепетово Високомазовецького повіту Підляського воєводства.
Населення — 68 осіб (2011).
У 1975-1998 роках село належало до Ломжинського воєводства.

## Демографія
Демографічна структура станом на 31 березня 2011 року:
|          | Загалом | Допрацездатний вік | Працездатний вік | Постпрацездатний вік |
| -------- | ------- | ------------------ | ---------------- | -------------------- |
| Чоловіки | 30      | 9                  | 17               | 4                    |
| Жінки    | 38      | 13                 | 20               | 5                    |
| Разом    | 68      | 22                 | 37               | 9                    |